# Universidad Nacional Arturo Jauretche
La Universidad Nacional Arturo Jauretche (UNAJ) es una universidad pública argentina con sede en Florencio Varela, ciudad cabecera del partido homónimo. Fue fundada por ley N.º 26.576 el 29 de diciembre de 2009, e inaugurada el 17 de noviembre de 2010. El nombre de la universidad es un homenaje a Arturo Jauretche, un destacado pensador, escritor y político argentino nacido en 1901 y fallecido en 1974.

## Historia
La UNAJ, con sede en el Partido de Florencio Varela, se creó el 29 de diciembre de 2009 mediante la sanción de la ley 26576. Su impulsor en la Cámara de Diputados fue el diputado por el Frente Para la Victoria (FpV) Carlos Kunkel. 
El dictamen por la mayoría esgrime como fundamentos que desde 2002 diversos actores del partido de Florencio Varela se organizaron alrededor de una comisión directiva para impulsar el proyecto de creación de una universidad local. Y que ese origen en la sociedad local es el que le dará una impronta de compromiso con la comunidad "local, regional y nacional" a la nueva universidad. El dictamen acentúa asimismo el carácter profesionalista que adoptaría la futura universidad, con un proyecto educativo dividido en dos ciclos para facilitar las titulaciones en el nivel de una tecnicatura. Esto se interpreta como una modalidad que atrae a "jóvenes que han sido particularmente castigados por las crisis recientes" a los estudios superiores por la posibilidad de obtener una titulación intermedia con salida laboral. Así, se subraya que la propuesta educativa y el proyecto institucional de la universidad se orienta plenamente hacia los jóvenes de la región, como una vía para la capacitación laboral y la inclusión ciudadana: la universidad representa "la posibilidad no sólo de estudiar, sino de iniciar un proyecto de vida asociado a los valores de la educación y de la cultura del trabajo"
Finalmente, el dictamen menciona el rol transformador de la educación para lograr equidad social. La ley fue aprobada con los votos del oficialismo y bloques aliados.
La idea de contar con una universidad local surgió de un reducido grupo de docentes secundarios del partido de Florencio Varela en el año 2002 en ocasión de un encuentro de capacitación docente celebrado en el mes de septiembre. A finales de ese mismo año se realizó una reunión entre algunos docentes interesados en debatir e impulsar la creación de una universidad nacional en la localidad con el objetivo de coordinar acciones y dotarlas de un marco organizativo y legal. En dicha reunión se conformó una Comisión Pro Apertura de la Universidad Nacional de Florencio Varela. La coordinación general fue asumida por el docente Julio Kaler -quien desde el comienzo adoptó el rol de principal impulsor de la idea de creación de la universidad- y una docena de personas -en su mayoría docentes de nivel secundario- quedaron a cargo de diferentes tareas organizadas formalmente como subcomisiones y un grupo de jóvenes -en su mayoría estudiantes universitarios y terciarios- que se dieron a la tarea de llevar la propuesta a las escuelas y barrios. El resto de los miembros de la comisión se abocaron a la tarea de conseguir adhesiones de parte de miembros de partidos políticos y organización sociales de la región . Con ese propósito realizaron una encuesta a los estudiantes del último año de los colegios privados y públicos del distrito para relevar el porcentaje de intención de continuar su trayectoria educativa en instituciones de educación superior, el tipo de carreras en las cuales estaban interesados y qué visualizaban como obstáculos para estudiar en la universidad. 

Finalmente, lejos del proyecto original, fue fundada por ley N.º 26.5761 el 29 de diciembre de 2009, e inaugurada el 17 de noviembre de 2010 por la entonces Presidenta de la Nación, Cristina Fernández. En su primer ciclo lectivo en 2011, la UNAJ recibió un total de 3.049 inscripciones. En 2015 la universidad superó la barrera de los 9.000 inscriptos, cifra aproximada que mantiene hasta la actualidad. En 2022 la universidad cuenta con 34.747 estudiantes que asisten regularmente.
El Licenciado Ernesto Villanueva fue designado Rector Organizador y luego fue electo en dos oportunidades como Rector. Lo sucedió en el cargo el Dr. Arnaldo Medina cuyo mandato se extenderá desde el 2021 hasta el 2025.

## Ubicación

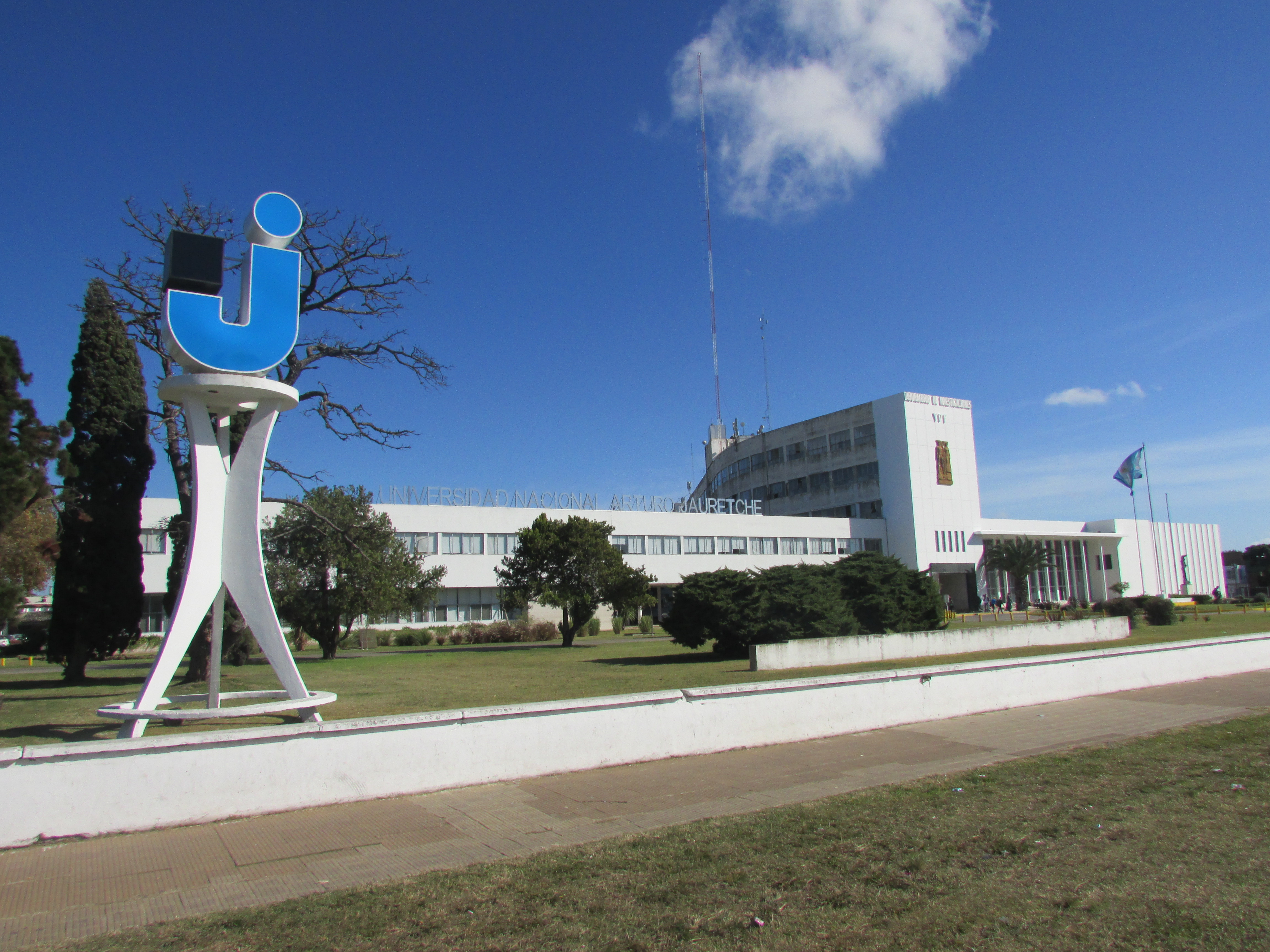
Monolito y sector Mosconi

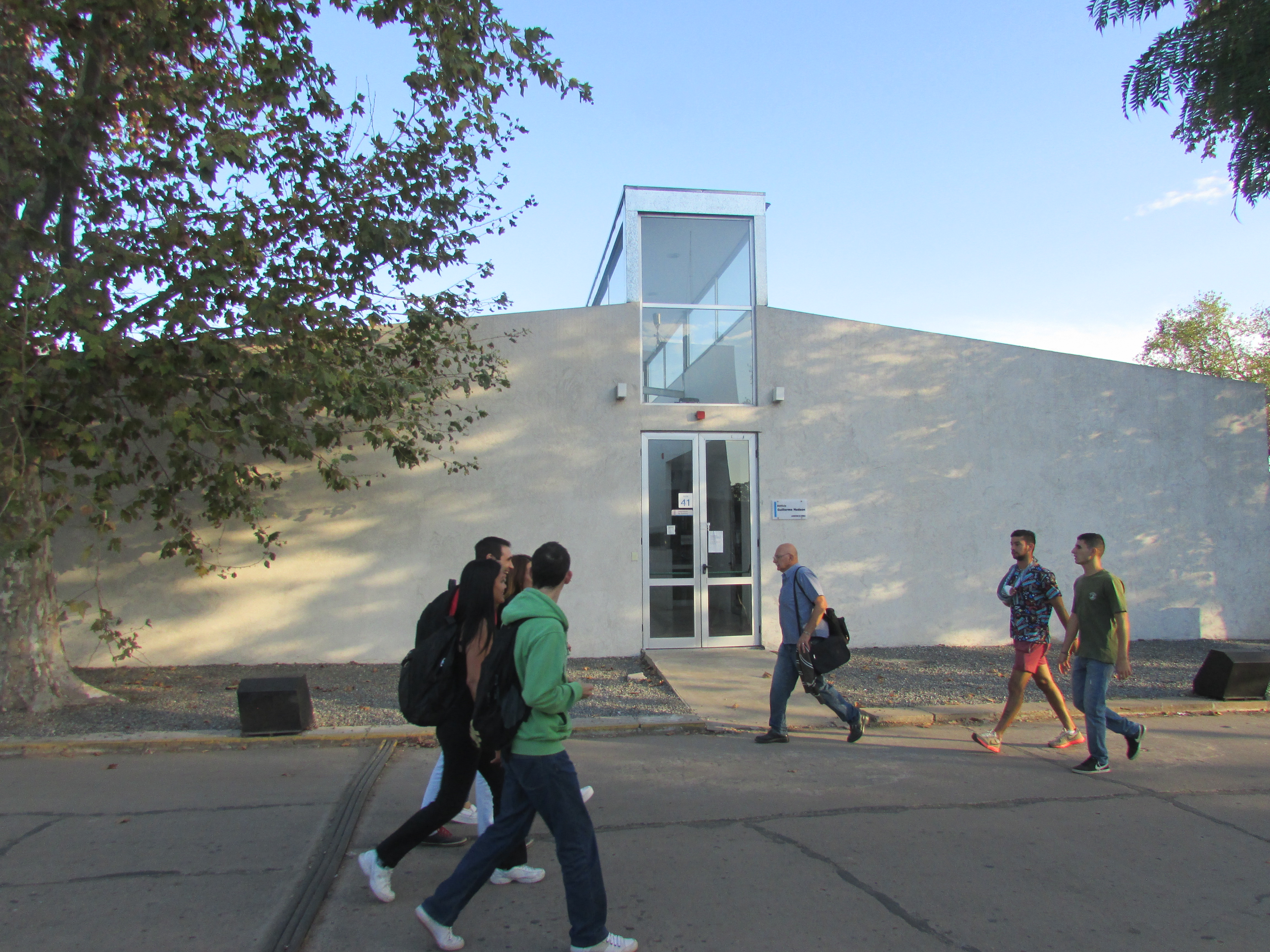
Laboratorio y Edificio G. Hudson

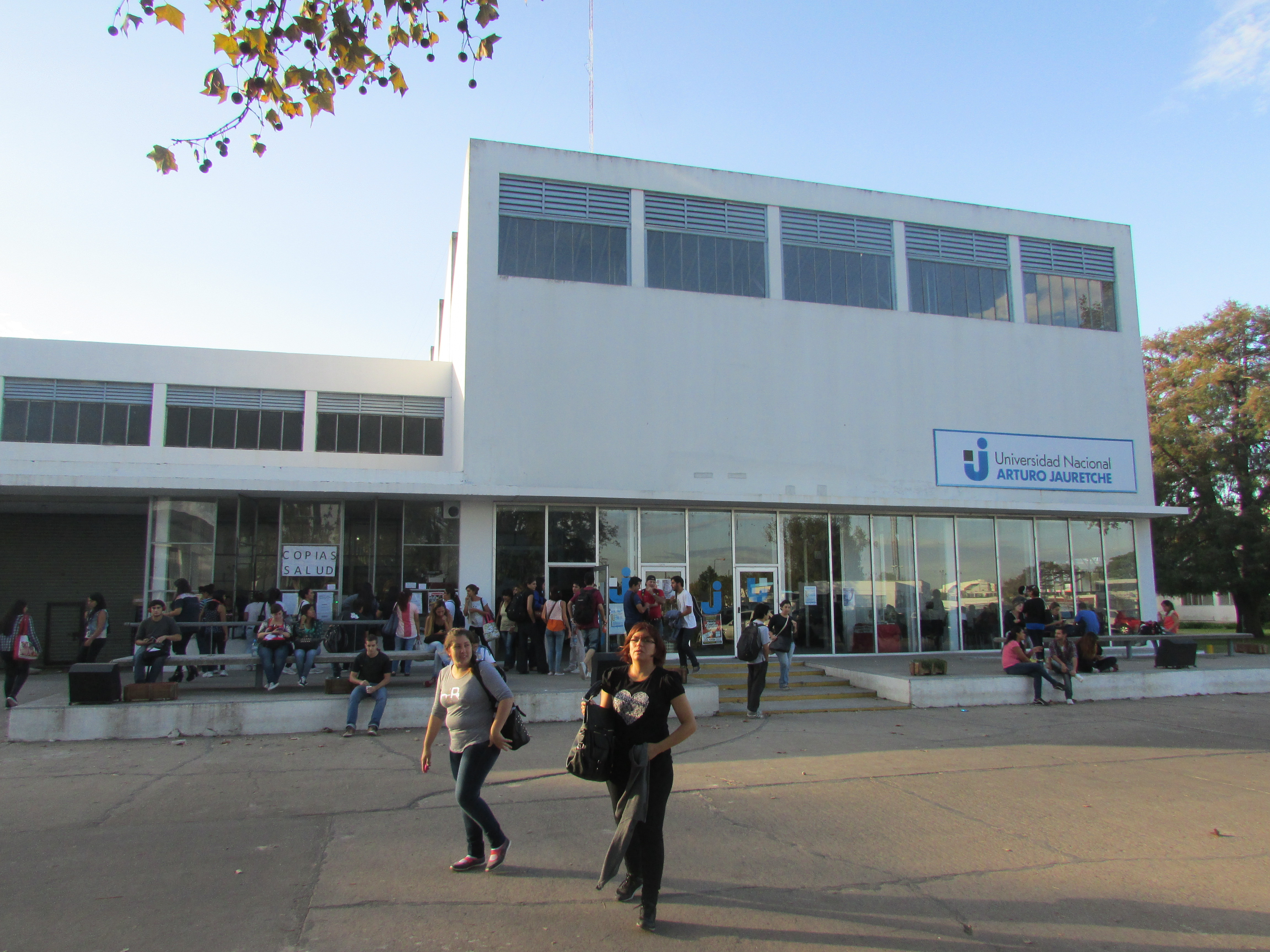
Sector Savio

Ubicada en el Cruce Varela, su área de influencia se extiende a los partidos de Florencio Varela, Quilmes, Almirante Brown y Berazategui, los cuales forman parte del grupo denominado «Conurbano Sur». Dentro de este, asimismo, integran el grupo que el INDEC denomina «parcialmente urbanizados», esto es, conforman un continuum urbano-rural.  La cabecera del partido de Florencio Varela se encuentra a 8,5 km de Berazategui, a 11 km de Almirante Brown, a 30 km de San Vicente y a 13 km de Presidente Perón. 

### Campus en Florencio Varela
La Universidad ocupa el predio que originalmente perteneció a los Laboratorios de Investigación de YPF. Inaugurados hacia 1942, los edificios fueron diseñados con la mayor modernidad para su época por los arquitectos De la María Prins y Olivera, y construidos por el Ministerio de Obras Públicas de la Nación. Abandonados durante dos décadas, los edificios fueron recuperados por un equipo técnico conformado por los arquitectos Jorge Moscato y Rolando Schere, Ramiro Schere, Joaquín Moscato y Agustín Moscato.
El edificio principal cuenta con una superficie aproximada de 16.000 m² aprovechables, que fueron adaptados para las funciones educativas a partir del año 2011 en sucesivas etapas. El proyecto ganó en el año 2012 el primer Premio Nacional SCA/ CICoP de la Sociedad Central de Arquitectos, en la categoría Recuperación y puesta en valor obras de más de 1000 m².
En el marco del proyecto principal del campus, se implementaron cursos de formación docente a través de UNAJ virtual.

## Carreras

### Carreras de Grado
- Licenciatura en Administración
- Licenciatura en Economía
- Licenciatura en Enfermería
- Bioquímica
- Licenciatura en Relaciones del Trabajo
- Licenciatura en Trabajo Social
- Licenciatura en Gestión Ambiental
- Ingeniería Industrial
- Ingeniería en Informática
- Ingeniería en Petróleo
- Ingeniería en Transporte
- Bioingeniería
- Ingeniería Electromecánica
- Licenciatura en Kinesiología y Fisiatría
- Licenciatura en Organización y Asistencia de Quirófanos
- Medicina
- Licenciatura en Administración Agraria
- Licenciatura en Ciencias Agrarias

### Tecnicaturas
- Tecnicatura en Producción Vegetal Intensiva
- Tecnicatura en Emprendimientos Agropecuarios
- Tecnicatura en Emergencias Sanitarias y Desastres
- Tecnicatura Universitaria en Información Clínica y Gestión de Pacientes
- Tecnicatura Universitaria en Farmacia Hospitalaria
- Tecnicatura en Gestión Universitaria

### Posgrados
- Doctorado en Estudios del Conurbano
- Maestría en Neurociencias
- Maestría en Ciencia de Datos
- Especialización en Medicina General Integral
- Especialización en Ingeniería Clínica
- Maestría en Investigación Traslacional para la Salud
- Especialización en Evaluación de Políticas Públicas
- Especialización en Cardiología
- Diplomatura Superior en Redes de Salud
- Diplomatura Superior en Neurofiología Clínica: Electroencefalografía y Video-Electroencefalografía

## Características del alumnado
Casi el 80% de los estudiantes de la UNAJ son primera generación de universitarios, es decir, provienen de familias cuyos miembros no accedieron a este nivel de educación. Más del 50% de los estudiantes elige carreras del Instituto de Ciencias de la Salud. El promedio de edad de los estudiantes es de 25 años. El 70% del alumnado tiene edades superiores a 19 años y el 45% superiores a 24 años, lo que indica que este grupo reinició su formación luego de una interrupción de varios años.

## Medios de comunicación
La Universidad Arturo Jauretche ha desarrollado un grupo de medios integrados bajo el nombre de Mestiza. En el se encuentran una Radio FM, una revista Digital y una Web TV. El espacio radial emite su programación de lunes a viernes en la frecuencia 88.5 FM .

La Revista  digital Mestiza. Revista de Cultura, Política y Territorio publica trabajos inéditos de sus docentes, investigadores y extensionistas con frecuencia semanal con el objetivo de «contribuir al pensamiento crítico y a la democratización de la palabra y el conocimiento a través de notas de opinión, debates, ensayos, entrevistas y producciones audiovisuales». Finalmente el grupo Mestiza presenta una Web TV https://tv.unaj.edu.ar/; un canal de YouTube https://www.youtube.com/@MESTIZAWEBTV. Sus canales de comunicación oficiales son https://www.unaj.edu.ar/ y las redes Sociales en Facebook, Instagram y Twitter.